# Krzywcze
Krzywcze (ukr. Кривче, Krywcze) – wieś na Ukrainie, w obwodu tarnopolskim, w rejonie czortkowskim. 
Miejscowość w obecnym kształcie powstała w 1965 roku w wyniku połączenia wsi Krzywcze Dolne i Krzywcze Górne.
W pobliżu znajduje się Jaskinia Kryształowa o długości 22 km udostępniona do zwiedzania oraz źródła mineralne, które wykorzystywano w lecznictwie już od XVII w.
Wejście do jaskini znajduje się na zboczu jaru rzeczki Cyganki. Była ona znana i powszechnie odwiedzana już w latach międzywojennych. W 1938 r. reklamowano ją w ten sposób: Jaskinie posiadają około 12 km. podziemnych chodników, z których 4 jest dostępnych zwiedzającym, oraz 8 sal, pokrytych przepięknymi kryształami gipsu, bądź w formie pęków kryształów, wykwitów śnieżnych, przeźroczystych szyb, bądź też w formie głazów i bloków o fantastycznych kształtach. Kryształy barwy białej i żółtej mienią się w świetle przepiękną skalą kolorów. Jaskinie zaliczające się do osobliwości europejskich, są całkowicie udostępnione dla publiczności i licznie zwiedzane, przewodnik oprowadza zwiedzających w ciągu trzech godzin.
Bazą dla odwiedzających jaskinię było schronisko turystyczne Podolskiego Towarzystwa Turystyczno-Krajoznawczego, urządzone w baszcie niedalekiego zamku z XVII wieku.
W latach 1943-1945 Niemcy i Ukraińska Policja Pomocnicza zamordowali na miejscu lub wywieźli z wioski do obozów zagłady 400 Żydów, a nacjonaliści ukraińscy z OUN-UPA zamordowali 20 Polaków.
W czasie okupacji niemieckiej polska rodzina Budyńskich (Józef i Anna oraz ich córka Krystyna, po mężu Bryk) oraz ukraińska rodzina Sarabunów (Wasyl i Anastasija oraz ich syn Stepan) ukrywały tutaj Żydów, za co po wojnie Instytut Jad Waszem uhonorował ich członków tytułami Sprawiedliwych wśród Narodów Świata.

## Zabytki

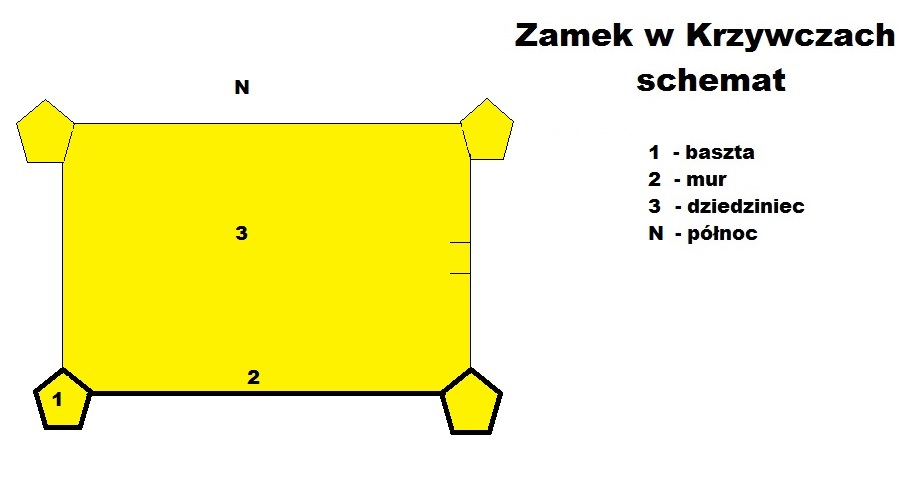
Zamek w Krzywczu. Schemat

- zamek w Krzywczu z pierwszej połowy XVII w.
- Kościół pw. Niepokalanego Poczęcia Najświętszej Marii Panny ufundowany w 1650 roku przez Stanisława Kątskiego, który powstał w wyniku przebudowy dawnej prochowni zamkowej. Kościół ma cechy renesansowe. Nad portalem umieszczona jest tablica fundacyjna. W podziemiach znajdowały się grobowce rodziny Golejewskich. Po 1945 roku kościół służył jako magazyn, obecnie przywrócono mu funkcje kultowe.
- cerkiew drewniana pw. Wniebowstąpienia Pańskiego z 1760 r. (przebudowana w 1927 roku)
- cerkiew murowana pw. Opieki Bogurodzicy (Pokrowy) z 1856 r.[2]